# Гранец, Иван
И́ван (И́во) Гра́нец (хорв. Ivan (Ivo) Granec; 1897, Аграм, Австро-Венгрия — 1923, Загреб, Королевство СХС) — югославско-хорватский футболист, полузащитник. Участник Олимпиады 1920 года.

## Карьера

### Клубная
С 1912 по 1923 год выступал в составе загребского клуба «Граджянски» в различных турнирах и матчах ещё до создания чемпионата, играл в составе сборной Загреба, за которую провёл 5 матчей.

### В сборной
В составе главной национальной сборной Королевства СХС сыграл свою единственную игру 28 августа 1920 года в матче против сборной Чехословакии на Олимпиаде 1920 года, матч его команда проиграла со счётом 0:7. Есть мнение, что сыграл ещё один матч за сборную, однако, официально это не подтверждено.